# 2011-es MotoGP maláj nagydíj
A 2011-es maláj nagydíj volt a 2011-es MotoGP-világbajnokság tizenhetedik futama. A versenyt Sepangban rendezték október 23-án.